# Beaneno
Beaneno is een bestuurslaag in het regentschap Belu van de provincie Oost-Nusa Tenggara, Indonesië. Beaneno telt 640 inwoners (volkstelling 2010).